# Girls in Airports

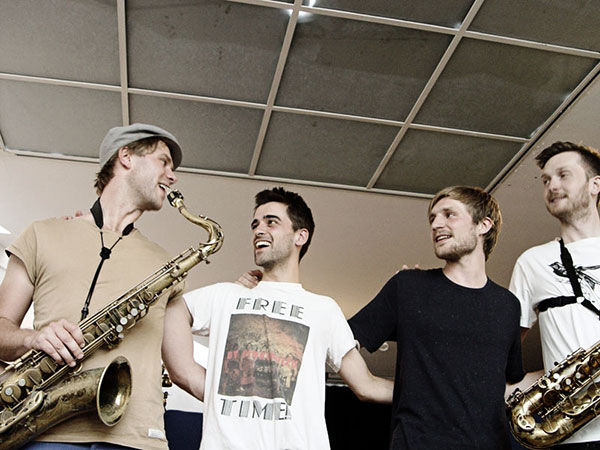
Girls in Airports in 2013

Girls in Airports is een Deense jazzband die is opgericht in 2009.
Girls in Airports werd in 2009 in Kopenhagen opgericht als een kwintet met Martin Stender (saxofoons), Lars Greve (saxofoons, klarinetten), Mathias Holm (keyboards), Victor Dybbroe (percussie) en Mads Forsby (drums). Zij kenden elkaar als studenten aan het Rytmisk Musikkonservatorium in Kopenhagen. De band toerde sindsdien door Europa, Azië, de Verenigde Staten en Zuid-Amerika. In 2010 won de band de Danish Music Awards in de categorie Danish Cross-over Jazz Release of the Year. Na het vertrek van Greve in 2019/2020 ging de band verder als kwartet.

## Discografie
- Girls in Airports (Mawi Music, 2010)
- Migration (Mawi Music, 2011)
- Kaikoura (Mawi Music, 2013)
- Fables (Edition Records, 2015 )
- Live (Edition records, 2017)
- Dive (Mawi Music, 2020)
- Leap (Kaja Records, 2021), met het Aarhus Jazz Orchestra
- How It is Now (Kaja Records, 2023)

## Links
- officiële website
- (en)  Girls in Airports in de database van AllMusic